# Lindsay Lohan
Lindsay Morgan Lohan (rojena Lindsay Dee Lohan) , ameriška filmska igralka in pop-rock pevka, * 2. julij 1986, New York, Združene države Amerike.

## Zasebno življenje
Lindsay je najstarejši otrok Michaela in Dine Lohan. Ima še tri mlajše brate in sestre: eno mlajšo sestro Aliano (Ali) in dva mlajša brata Michaela in Dakota (Cody). Aliana je otroška manekenka in igralka. Odrasla je v Cold Spring Harborju, leta 2004 pa se je preselila na Beverly Hills. Mama Dina je zvezda radia City v New Yorku, oče Michael pa je bil dolgo časa borzni posrednik na Wall Streetu. Kasneje, ko je z dobrim poslovanjem obogatel, se je posvetil filmski industriji.
Originalni priimek Lindsayine družine je Lowhan, ampak po letu 2005, sta igralka in njena mati priimek Lohan spremenili na Lowen, ker sta želeli dati vtis, da se vračata k svojim evropskim koreninam. Kmalu za tem, ko se je Lindsay slikala za vozniško dovoljenje, so jo vprašali kakšno je njeno drugo ime, je odgovorila da Dee, ampak ga kmalu spremenila na Morgan.

## Televizija
Lindsay Lohan je začela svojo kariero pri treh letih kot manekenka za Ford Akademijo in posnela več kot 60 televizijskih reklam. Vendar se je Lindsay bolje odrezala kot igralka in ne kot otroška manekenka. Nastopila je v operah, kot so The Guiding Light in As The World Turns in več mesecev preživela kot Alison Alli Flower v nanizanki Another World. Predstavila se je tudi v nanizanki Healthy Kids z Dino Lohan, njeno mamo in poslovno managerko.
Kot najstnica je imela glavno vlogo v dveh originalnih filmih Disney Channel: Life-Size in Get a Clue. Igrala je tudi hčerko Bette Midler v prvi epizodi serije Bette.
8. novembra 2004 je Lohanova nastopila v humoristični nanizanki Oh, ta sedemdeseta v epizodi Mamin mali pomočnik. Lindsay je igrala Danielle z Ashtonom Kutcherjem (Kelso) in njenim bivšim fantom Wilmerjem Valderrama (Fez).
Lindsay Lohan je tudi dvakrat nastopila v oddaji Saturday Night Life.
Lindsay je v medijih znana tudi po popivanju, zabavah do jutranjih ur, jemanju kokaina ter druženju s Paris Hilton. Leta 2007 je dobila nagrado Maxim, za najlepšo igralko na svetu.
"Na svetu ni osebnosti, ki bi bolje vzbujal pozornost, kot ona. Lindsay je največja Hollywoodska zvezda ta hip," je povedal glavni urednik Jimmy Jellinek in povedal, da so njegovi bralci dobesedno obsedeni z njo. Lindsay je zaradi uspele rehabilitacije začasno odšla iz scene živeti zdravo življenje.

## Filmi
Lindsayina prva filmska vloga je bila v filmu Past za starše (The Parent trap, 1998), ko je igrala dvojčici Hallie Parker in Annie James. Njuna starša sta odigrala Natasha Richardson in Dennis Quaid.
Njena naslednja filmska vloga je bila v družinskem filmu Odštekani petek (Freaky Friday, 2003). Glavni vlogi sta pripadali Lindsay Lohan (Anna Coleman) in Jamie Lee Curtis, ki je igrala Annino mamo in hčerko, ko sta si v neki kitajski restavraciji po nesreči zamenjali telesa. Film je požel veliko uspeha.
Naslednji film, Zlobna dekleta (Mean Girls, 2004) pripoveduje o tem kako se Cady Heron iz Afrike preseli v Ameriko in se sooči s svetom treh zlobnih deklet: Regino George (Rachel McAdams), Gretchen Winners (Lacey Chabert) in Karen Smith (Amanda Seyfried).
Istega leta je Lindsay dobila glavno vlogo Mary Elizabeth Cep Lola Step v filmu Confessions of a Teenage Drama Queen. Lola želi postati igralka, veliko dogodivščin pa doživi tudi na koncertu in zabavi svoje najljubše glasbene skupine. V filmu igrajo tudi Alison Pill (Ella Gerrard), Megan Fox (Carla Santini), Adam Garcia (Stu Wolf), Eli Marienthal (Sam), Glenne Headly (Karen, Lolina mama) in Carol Kane (gospodična Boggoli).
Najnovejši film, v katerem lahko gledamo Lindsay Lohan pa je Herbie: s polnim gasom (Herbie: fully loaded, 2005). Film je peta različica Herbija od Walt Disney Pictues (Prva je bila leta 1980 in poznamo jo pod naslovom Herbie goes bananas). Lindsay je v filmu igrala skupaj z Justinom Longom, Michaelom Ketonom, Mattom Dillonom in Breckin Meyer. Meggie (Lindsay Lohan) sanja o tem da bi vozila dirkalni avto na dirkah. Sanje se ji uresničijo, ko spozna Herbija in skupaj gresta novim zmagam na proti.

## Filmografija

### Filmi
| Leto | Film                                 | Vloga                         | Opombe       |
| ---- | ------------------------------------ | ----------------------------- | ------------ |
| 1998 | Past za starše                       | Hallie Parker / Annie James   |              |
| 2000 | Life-Size                            | Casey Stuart                  |              |
| 2002 | Get a Clue                           | Lexy Gold                     |              |
| 2003 | Odštekani petek                      | Anna Coleman                  |              |
| 2004 | Confessions of a Teenage Drama Queen | Mary Elizabeth "Lola" Step    |              |
| 2004 | Zlobna dekleta                       | Cady Heron                    |              |
| 2005 | Herbie: S polnim gasom               | Maggie Peyton                 | Glavna vloga |
| 2006 | Sreča pa taka                        | Ashley Albright               | Glavna vloga |
| 2006 | A Prairie Home Companion             | Lola Johnson                  |              |
| 2006 | Bobby                                | Diane Howser                  |              |
| 2007 | Chapter 27                           | Jude Hanson                   |              |
| 2007 | Georgia Rule                         | Rachel Wilcox                 |              |
| 2007 | I Know Who Killed Me                 | Aubrey Flemming / Dakota Moss |              |
| 2009 | Labor Pains                          | Thea Clayhill                 |              |
| 2010 | The Other Side                       | Max Mackenzie                 |              |

### Televizija
| Leto | Naslov                       | Vloga           | Opombe           |
| ---- | ---------------------------- | --------------- | ---------------- |
| 1996 | Another World                | Alli Fowler     |                  |
| 2000 | Bette                        | Rose Midler     |                  |
| 2004 | King of the Hill             | Jenny Medina    |                  |
| 2005 | Oh, ta sedemdeseta           | Danielle        |                  |
| 2008 | Grda račka                   | Kimmie Keegan   | komična drama    |
| 2009 | Modni oblikovalci Heidi Klum | Gostja, sodnica | Resničnostni šov |

## Diskografija
- Speak (7. december 2004)
- A Little More Personal (Raw) (6. december 2005)